# Referendum sull'autodeterminazione dell'Abyei
Il referendum sullo status di Abyei è una votazione, che originariamente doveva tenersi nel 2011, in cui i residenti di Abyei potevano decidere se rimanere parte della regione sudanese del Kordofan meridionale o di entrare a far parte della regione di Bahr el Ghazal del Sud Sudan.
Nonostante i risultati, in cui la stragrande maggioranza ha votato per l'adesione al Sudan del Sud, la regione è rimasta sotto controllo delle autorità sudanesi. Il governo sudsudanese invece ha rivendicato Abyei.
Il Presidente dell'Unione africana, Nkosazana Dlamini-Zuma, ha dichiarato che il voto era illegale e che i suoi organizzatori rischiano di innescare un ritorno alla guerra. "Rappresentano una minaccia per la pace nell'area di Abyei e hanno il potenziale per innescare un'escalation senza precedenti sul terreno con conseguenze di vasta portata per l'intera regione", ha affermato.

## Sondaggi
Secondo i sondaggi e inchieste popolari, i favorevoli dell'adesione al Sudan del Sud varierebbero tra i 95% e 98%.

## Risultati
Il quorum di validità del referendum era del 60%.
|                      |               | Voti   | %      |
| -------------------- | ------------- | ------ | ------ |
| Risposta negativa    | Sudan del Sud | 63.280 | 99,87% |
| Risposta affermativa | Sudan         | 340    | 0,12 % |
| bianche              |               | 12     | 0,02%  |
| nulle                |               | 364    | 0,14%  |
| Totale voti validi   |               | 63.338 | 100%   |

Fonte: 